# Justicia zarucchii
Justicia zarucchii är en akantusväxtart som beskrevs av D.C. Wasshausen. Justicia zarucchii ingår i släktet Justicia och familjen akantusväxter. Inga underarter finns listade i Catalogue of Life.